# 鈴木さえ子
鈴木 さえ子 (すずき さえこ、1957年3月14日 - )は、日本のミュージシャン。作曲家、ドラマー、キーボーディスト。出生名は鈴木左衛子。歌手の鈴木佐江子とは別人である。

## 概要
松尾清憲ボーカルのポップス・バンド「シネマ (CINEMA) 」のオリジナル・メンバーとして、鈴木慶一のプロデュースにより1980年にメジャーデビュー。シネマ活動停止後は、ソロ活動やサポートドラマーとして1980年代日本のニュー・ウェイヴ／ポップス・シーンで活躍した。日清チキンラーメン『すぐおいしい、すごくおいしい』の作曲で知られるCM音楽作家でもある。
1986年、第41回毎日映画コンクール音楽賞受賞。1990年代は育児などのため音楽界からやや遠ざかっていたが、2004年に復帰。『ケロロ軍曹』ほか、主としてアニメの劇伴を手がけている。
印象派（印象主義音楽）の流れを汲むソングライティングが特徴で、「ロック印象派」または「テクノ印象派」と自称する。ピアノ、キーボード、ドラム、パーカッション、マリンバ、ボーカルなどをこなすマルチプレイヤーである。

## 来歴

### 女性ドラマーとしてデビュー
東京都国立市生まれ。幼少期からクラシックピアノを習う。姉の影響でロックに目覚め、高校2年時にドラムを始める。桐朋学園大学短期大学部（現：桐朋学園芸術短期大学）芸術科に進学しピアノを専攻、その傍らアルバイトをしてドラムセットを購入しバンドを続ける。
1976年、青山学院大学のガールズ・ロック・バンド「メドゥーサ」に加入する。しかし、雑誌やテレビの取材で女性蔑視的な扱いを受けるなど、不遇なままデビューすることなくバンドは解散。その後いくつかのバンドに参加。松任谷正隆プロデュースの歌手・堀川まゆみのサポートドラマーを務める。1978年頃、やはり女性だけのフュージョン・バンド「ベアトリーチェ」に加入。ヤマハ『EastWest'79』レディース部門の初代グランプリを獲得。しかしこのバンドもメンバーの就職・結婚により消滅している。

### シネマへの参加
1979年秋頃、松尾清憲を中心として結成されたバンド「シネマ」にドラマーとして加入。翌1980年にCBSソニーからシングル『グッバイ・ハートブレイク』でメジャーデビューを果たす。当時は女性ドラマーが珍しがられ注目された。1981年にはファースト・アルバム『Motion Picture』、ミノルタ（現：コニカミノルタ）のCM曲に起用されたシングル『君のプリズナー』をリリースした。シネマは鈴木慶一がプロデュースを担当し、大瀧詠一や近田春夫がアルバムに推薦文を寄せるなど将来が期待されたポップスバンドであった。しかしセールスには恵まれず、3枚目のシングル『雨のチャイナタウン』をリリース後、1981年に解散。シネマはシングル3枚とアルバム1枚を残し、25年間の眠りにつくこととなった。

### シネマ解散後
シネマ解散後、スタジオ・ミュージシャンやCM音楽作家としての活動を開始。さらにFILMS、坂本龍一のバンド「B-2 Units」、立花ハジメのバンド「H」など複数のバンドに並行して参加した。忌野清志郎と坂本龍一のシングル『い・け・な・いルージュマジック』では、『夜のヒットスタジオ』や『ザ・ベストテン』などの音楽番組でドラムを叩く姿が放送された。またこの時期には、ビートたけしのバックでドラムを叩く鈴木さえ子をテレビで観た泉谷しげるに声をかけられ、翌1983年から1985年まで泉谷のライブサポートを務めている。
1982年、鈴木さえ子加入後のFILMSは、細野晴臣が立ち上げたYENレーベルに移籍。アルバムのレコーディングに入ったものの作業は中断し、制作途中の音源がお蔵入りとなっている。

### 鈴木慶一との結婚と離婚
1982年8月、鈴木慶一と音楽ユニットを組んで楽曲の制作を始める。。1983年7月、アルバム『I wish it could be Christmas everyday』でソロデビュー。契約の都合上ソロアルバムとして発売されたが、実質的には鈴木慶一と鈴木さえ子の音楽ユニット「PSYCHO PERCHES」の作品である。「PSYCHO PERCHES」のユニット名は、2人がともに鈴木姓であったことから魚のスズキを表すperchの複数形と「さえ子」の名を掛けたものである（結婚前からたまたま同姓であった）。
同年7月、青山タワーホールにてファーストコンサート。以後1987年まで定期的にソロコンサートを開催。10〜11月は大貫妙子のツアーに参加。その後も何度か大貫のサポートを務めた。
1984年1月、鈴木慶一と結婚。同年6月、セカンドアルバム『科学と神秘』発売。本作にゲスト参加したリアル・フィッシュのメンバーとは後々までライブやレコーディングを共にしている。
同年9月、日清チキンラーメンCMソング『すぐおいしい、すごくおいしい』をレコーディング。この楽曲は幾度となくリアレンジされ、長年CMに使われ続けている。
1985年7月、サードアルバム『緑の法則』発売。クレジット上は共同プロデュースとなっているが、鈴木慶一によれば、本作は鈴木さえ子のセルフ・プロデュースであるという。1986年6月、12インチシングル『HAPPY END』発売。10月公開の映画『ウホッホ探険隊』の音楽を担当し、第41回毎日映画コンクール音楽賞を受賞した。
1987年6月、ロンドン・レコーディングを経て完成したアルバム『スタジオ・ロマンチスト』を発売。鈴木さえ子のマニアックなブリティッシュ・ロック趣味を反映したゲストが多数参加した。鈴木さえ子は音楽雑誌『POP IND'S』誌上で、3曲で共同プロデュースを務めたXTCのアンディ・パートリッジに気に入られ、XTCのメンバーに加わらないかと勧誘されたと述べている。ただしこの件については、アンディ・パートリッジ自身が音楽雑誌『ストレンジ・デイズ』No.11のインタビューで否定している。
1988年2月、編曲・演奏で全面バックアップした矢口博康のソロアルバム『Gastronomic』発売。12月、企画アルバム『セルフ・コントロール・ミュージック 活力』に新曲を4曲提供。
1989年1月、市川準監督より映画『ノーライフキング』の劇伴担当依頼を受け、制作途中にあったオリジナル・アルバムの方向性を大きく転換し、さらに主人公の母親役として出演もすることになった。12月、映画『ノーライフキング』劇場公開とともにサウンドトラックアルバム『NO LIFEKING NO MUSIC』発売。
1990年には、高橋幸宏のツアーと大貫妙子のツアーにドラマーとして参加。同年12月には、本人選曲によるベスト・アルバム『The Very Best Of Saeko Suzuki』が発売された。1988年から1990年の3年間は作曲家としての活動が多く、アイドル歌手等に十数曲を提供している。
1991年、サンディーやルイ・フィリップ等のライブにサポートメンバーとして参加。この頃に鈴木慶一と離婚。鈴木慶一は東京都大田区出身だが、さえ子と結婚後に世田谷区の一軒家に住み、離婚後は慶一がひとりでその家に残ったという。その後にさえ子は再婚、出産とプライベートに大きな変動があり、育児などにより音楽活動からやや離れ、単発のプロジェクト参加やCM音楽制作が活動の中心となる。

### 1990年代
1995年、企画アルバム『Lover's Hawaii』に新曲を3曲提供する。かつて鈴木さえ子の所属事務所のスタッフだった掛川陽介がこの頃には音楽家として独立し、本アルバムのプロデュースを手がけている。1997年、サエキけんぞうプロデュースのトッド・ラングレン・トリビュート・アルバム『トッドは真実のスーパースター』に参加。
1999年、新宿LOFTで行われた「DRIVE TO 2000」で一夜限りの復活を果たしたFILMSのドラマーとして出演。2000年には音楽雑誌『ストレンジ・デイズ』のインタビューで「（今は）思うように音楽が続けられない」が「時が来たら…」と語っている。

### 2000年代以降
2003年、シネマ時代からの盟友である松尾清憲のライブにゲスト参加。
2004年より、テレビアニメ『ケロロ軍曹』の劇伴を全面的に担当し、本格的に音楽活動を再開する。この番組は丸7年続く長寿アニメとなり、関連した音楽CDが数多くリリースされた。また、本作より掛川陽介と本澤尚之の音楽ユニット「TOMISIRO」が鈴木さえ子のサポートにあたっており、以後長年に渡りタッグを継続している。
2005年には映画『TAKESHIS'』サウンドトラックで鈴木慶一と久々に共演、その後も鈴木慶一関連の作品に時折参加している。同年12月刊行の書籍にて累計200曲を超えるCM音楽を制作したことが紹介された。
2006年にはシネマのベストCDが発売され、これを機にバンドは再結成の運びとなる。2007年春にはセキスイハイム「建て替えタイム」のテレビCMに出演（このCMにはかしぶち哲郎出演バージョンもある）。シネマは同年12月、全曲新曲を収録したセカンド・アルバム『CINEMA RETURNS』をリリースし、26年ぶりとなるワンマンライブを行った。その後に鈴木さえ子はシネマのパーマネントメンバーから外れ、2009年に新宿LOFTで開催された「DRIVE TO 2010」にシネマが出演した際には出演しなかった。しかしシネマとそのメンバーのライブにはゲストとして出演を続けている。 
『ケロロ軍曹』の成功後は劇伴の世界が主な活動の場となり、2008年の映画『パンダフルライフ』、2012年のテレビアニメ『輪廻のラグランジェ』、2016年のテレビアニメ『マクロスΔ』で音楽を担当した。
2017年に「鈴木さえ子 with TOMISIRO」として初のライブ出演。2019年には元シネマの一色進が率いるバンド「ジャック達」にボーカル・キーボード担当として加入した。

## ディスコグラフィー

### アルバム
- 鈴木さえ子
  - I wish it could be Christmas everyday (毎日がクリスマスだったら…) (1983年7月21日)
  - 科学と神秘 (Visinda og Leyndardómur) (1984年6月21日) - オリコン最高82位[51]
  - 緑の法則 (THE LAW OF THE GREEN) (1985年7月21日) - オリコン最高71位[51]
  - スタジオ・ロマンチスト (STUDIO ROMANTIC) (1987年6月21日) - オリコン最高66位[51]
  - NO LIFEKING NO MUSIC (1989年12月10日) - 映画サウンドトラック
  - The Very Best of Saeko Suzuki (1990年12月10日) - ベスト盤。日清「チキンラーメン」コマーシャルソングを収録。
- 鈴木さえ子・TOMISIRO
  - 「ケロロ軍曹」オリジナルサウンドケロック 1 (2004年7月21日) ※1
  - 「ケロロ軍曹」オリジナルサウンドケロック 2 (2005年2月23日) ※1
  - 「ケロロ軍曹」オリジナルサウンドケロック 3 (2006年4月21日) ※1
  - 超劇場版ケロロ軍曹1・2・3! サントラ名曲集であります!! (2008年7月30日) ※1[注釈 2]
  - 映画「パンダフルライフ」オリジナル・サウンドトラック (2008年8月27日) ※1
  - 「輪廻のラグランジェ」 オリジナルサウンドトラック (2012年3月28日) ※2 - オリコン最高140位[52]
  - 「輪廻のラグランジェ season2」 オリジナルサウンドトラック (2012年9月26日) ※2
- 鈴木さえ子・TOMISIRO・窪田ミナ
  - TVアニメーション「マクロスΔ」オリジナルサウンドトラック1 (2016年6月22日) - オリコン最高19位[53]
  - TVアニメーション「マクロスΔ」オリジナルサウンドトラック2 (2016年9月28日) - オリコン最高24位[54]
  - 「劇場版マクロスΔ 絶対LIVE!!!!!!」オリジナルサウンドトラック (2021年10月20日) - オリコン最高5位[55]、オリコン及びBillboard JAPANで配信1位[56][57]

※1：”鈴木さえ子 with TOMISIRO ”名義、※2：”鈴木さえ子/TOMISIRO ”名義

### シングル
- 毎日がクリスマスだったら (I wish it could be Christmas everyday) (1983年11月21日)
  - B面：フィラデルフィア
  - 発売元：RVC／レーベル：Dear Heart／規格品番：RAS-516／7インチ
- 恋する惑星 (1984年6月25日)
  - B面：nightmare
  - 発売元：RVC／レーベル：Dear Heart／規格品番：RAS-524／7インチ
- 夏休みが待ち遠しい (1985年6月10日)
  - B面：Come Wonder With Me (The End of Summer Mix)
  - 発売元：MIDI／レーベル：Dear Heart／規格品番：MIS-4／7インチ
  - 備考：B面はアルバム未収録ミックス。2013年『緑の法則』(MDCL-5007)にボーナス・トラックとして収録。
- HAPPY END (1986年7月5日)
  - B面：Dear Walt／Adventure in South Pacific
  - 発売元：MIDI／レーベル：Dear Heart／規格品番：MIS-505／12インチ
  - 備考1：A面はシングル・バージョン。1990年『The Very Best of Saeko Suzuki』(MDC8-1115)に収録。
  - 備考2：B面はアルバム未収録曲。1987年『スタジオ・ロマンチスト』CD(35MD-1030)にボーナス・トラックとして収録。

※以上、全て”鈴木さえ子”名義

### コンピレーションへの参加
既発曲を再録した編集盤は除外。
- プロレス大全集 (1984年12月)
  - SAEKO SUZUKI BAND - タイガーマスクのテーマ (作曲：菊池俊輔)
  - SAEKO SUZUKI BAND - サイキック・バスター[注釈 3]
- 小林克也のSANSUIピュアサウンドCD (1985年) ※非売品、アルバムプロデュースも担当[58][注釈 4]
  - CDドライバー[59]
- EPO／鈴木さえ子 - TWINKLE CHRISTMAS／HOLLY (1986年) ※非売品[60]
  - HOLLY
- セルフ・コントロール・ミュージック 活力(エナジー・リラクセーション) (1988年12月28日)
  - Sonatine
  - ピッピの大冒険
  - バスのマドンナ
  - After Dream
- les enfants[注釈 5] (1989年2月25日)
  - Sugar Sugar (作曲：Jeff Barry and Andy Kim)
- Lover's Hawaii (1995年5月10日)
  - The Theme from "A Summer Place" (作曲：マックス・スタイナー)
  - Starfish Chronicle
  - Indian Summer
- トッドは真実のスーパースター (1997年6月18日)
  - WONDER 3 feat. 鈴木さえ子 - Infrared & Ultraviolet (作詞・作曲：Powell/Rundgren/Sulton/Wilcox)
- 「ケロロ軍曹」ケロロソング、(そこそこ)全部入りであります! 3 (2009年3月25日)
  - プーワ・イエローッス - 宇宙レイディオ体操のうた (作曲・編曲：プーワ・イエローッス)[注釈 6][59]
- a tribute to Tetsuroh Kashibuchi〜ハバロフスクを訪ねて (2014年12月17日)
  - 鈴木さえ子 + tomisiro - 冬のバラ (作詞・作曲：かしぶち哲郎)
- HIROSHI YABE SONG BOOK 矢部浩志カバー・アルバム (2020年7月31日)[61]
  - 鈴木さえ子 + tomisiro - 月の足跡が枯れた麦に沈み (作詞：直枝政太郎、作曲：矢部浩志、編曲：鈴木さえ子+tomisiro)

## 提供楽曲
"All Other Instruments"は他者の演奏クレジットを受けての表記。単なる別ミックスやボーカルのみ異なる別バージョンは除外。

### 歌手・アーティスト・企画盤
- 泉谷しげる - 39°8' (1983年9月1日)
  - (アルバム全体でのクレジット - 編曲：泉谷しげる・白井良明・鈴木さえ子・吉田建)
- 中原理恵 - UN ART DE VIVRE (1985年9月1日)
  - 今夜エスケイプ (作曲)
  - 砂漠にルージュ (作曲)
- ポータブル・ロック - 春して、恋して、見つめて、キスして (1986年5月1日)
  - 春して、恋して、見つめて、キスして (作詞：鈴木慶一・鈴木さえ子、作曲・編曲：鈴木さえ子)
- EPO - PUMP! PUMP! (1986年6月5日)
  - アレイ・キャッツ (編曲, Keyboards)
- 大貫妙子 - アフリカ動物パズル (1986年6月21日)
  - お天気いい日 (編曲)
- 日渡早紀 - アクマくん魔法☆SWEET (1986年9月5日)
  - Misty 50 (作曲)
  - 少年よ、天使をめざせ (作曲)
- EPO - アレイ・キャッツ (1986年11月1日)
  - アレイ・キャッツ(Single Version) (編曲) [注釈 7]
- TABO'S PROJECT - EYES OF A CHILD (1986年11月5日)
  - TIME’S STREET (作詞)
- 大貫妙子 - ひとり暮らしの妖精たち (1986年11月21日)
  - ひとり暮らしの妖精たち (編曲：坂本龍一・鈴木さえ子)
- 緑野原座フライト・プラネット (1987年7月21日)
  - トリック・スターズ (作曲)
- 渡辺満里奈 - EVERGREEN (1987年9月2日)
  - 鏡の国のI Love You (作曲)
- 渡辺満里奈 - CHRISTMAS TALES (1987年12月9日)
  - 水面のフォーレスト (作曲)
- 矢口博康 - Gastronomic (1988年2月21日)
  - (アルバム全体でのクレジット - 編曲：飯尾芳史・鈴木さえ子・矢口博康)
  - ファンク・ガストロノミック (作曲, Rhythm Arrangement, Bass Arrangement, All Keyboards)
  - イングリッシュ・ジャパニーズ (作曲：鈴木さえ子・矢口博康、Japanese Lady's Synthesizer：鈴木さえ子)
- 北川晴美 - FATIMA DANCING (1988年4月21日)
  - MAKE ME UP (作曲)
  - 霧色の埠頭 (作曲)
- 渡辺美奈代 - My Boy -歌え! 太陽- a summer place (1988年8月19日)
  - ガラスの一秒 (作曲・編曲, Keyboards & All Other Instruments)
- 渡辺美奈代 - いいじゃない (1988年11月9日)
  - いいじゃない (編曲)
- 野田幹子 - 哀しみのダンス (1988年11月21日)
  - WITH (作曲：鈴木さえ子・渚十吾)
- 渡辺美奈代 - 恋してると、いいね -the Heart of Love- (1989年2月10日)
  - ウソよ! (作曲：鈴木さえ子・渚十吾)
  - いいじゃない -Remix Farewell Version- (編曲, All Other Instruments)
- 北川晴美 - ROSES (1989年4月8日)
  - 瞳でキスを〜ダンス・ウィズ・ミー (作曲)
  - 1／2の午後 (作曲)
- 夢見るアンの島〜プリンス・エドワード島の光と風〜 (1989年9月1日)
  - BAKING POWDER FIDDLESTICK (作曲, Marimba, Vibraphone)
  - THE ECHO (作曲)
- 渡辺満里奈 - TWO OF US (1989年12月15日)
  - SNOW BIRD (作曲)
- 桐島かれん - かれん (1990年6月27日)
  - Wild Flowers (作曲)
- カナディアン・ワールド〜赤毛のアンのふるさと (1990年7月25日)
  - 野宮真貴 - 森の信号(シグナル) (作曲)
- 荻野目洋子 - KNOCK ON MY DOOR (1990年8月21日)
  - Type:B (作曲)
  - JULIA (作曲)
- 斎藤ネコカルテット - FRIENDLY GAMES (1990年)
  - 産業革命 (作曲)
- 原田知世 - GARDEN (1992年8月21日)
  - アパルトマン (作曲, Keyboard)
- 鈴木慶一 - THE LOST SUZUKI TAPES (1993年11月13日) ※未発表音源集
  - デモクラシー (作曲：鈴木慶一・鈴木さえ子・矢口博康・渡辺等)
- YOU - Cachemire (1994年10月21日)
  - あなたに会いにゆこう (作曲)
- 丹下桜 - Be Myself (1996年11月21日)
  - わたしのえがおさがしにいこう (作曲)
- Failsworth (2003年8月9日) ※ライブ演奏[62]
  - Don't Ask Me Why (作詞)[63]
  - Los Amigos (作曲)[63]
- 鈴木さえ子 with TOMISIRO - 「ケロロ軍曹」オリジナルサウンドケロック 1 (2004年7月21日)
  - いはたじゅり - 恋するシューティング☆スター (作詞・作曲・編曲：鈴木さえ子・TOMISIRO)
- 宇宙でもっともギリギリなCD 第1巻〜第5巻 (2005年7月21日-11月23日)
  - (OPテーマ) 「宇宙でもっともギリギリなテーマ」 (作詞・作曲・編曲：鈴木さえ子・TOMISIRO) [注釈 8]
- ケロロソング、(ほぼ)全部入りであります!2 (2006年3月8日)
  - 冬樹 & ケロロ - 石ころの星[注釈 9] (作曲・編曲：鈴木さえ子・TOMISIRO、Chorus, Percussion, Glockenspiel：鈴木さえ子)
- 財津一郎 & 小倉優子 - 帰ってきた ケロッ!とマーチ (2007年3月17日)
  - メール(桑島法子) - メールのうた (作曲・編曲：鈴木さえ子・TOMISIRO、Keyboard：鈴木さえ子)
  - メールのうた(オンド・マルトノ・ヴァージョン)[注釈 10]
- シネマ - シネマ・リターンズ (2007年12月5日)
  - 彼女のサイコロジー (作曲, Drums：鈴木左衛子、Vocals：鈴木左衛子・松尾清憲、
Chorus：鈴木左衛子ほか3名、Keyboards：小滝みつる・鈴木左衛子)
  - Rock'n Roll Stars in Heaven (作詞・作曲, Keyoboards & Drums：鈴木左衛子、
Vocals：一色進・鈴木左衛子・松尾清憲、Chorus：Louis Philippe・シネマ)
  - Swan Song (作曲, Keyboards, Vibraphone, Bass, Drums：鈴木左衛子、Vocals：鈴木左衛子・松尾清憲)
  - マリオネットの欲望 (作曲, Vocals：松尾清憲・鈴木左衛子、Drums & Percussion：鈴木左衛子、
Keyboards：鈴木左衛子ほか3名、Handclap：鈴木左衛子ほか2名)
- 皆川おさむとひばり児童合唱団 - ケロ猫のタンゴ (2008年1月23日)
  - ケロロ小隊 - ポポイ・ザ・ケロンマン (作曲・編曲：鈴木さえ子・TOMISIRO、Keyboards：鈴木さえ子)
- 内藤大助 & 加藤夏希 - ケロロ・ジャポ〜ン! (2009年3月4日)
  - 内藤大助 & 加藤夏希 - ケロロ・ジャポ〜ン! (作曲・編曲：鈴木さえ子・TOMISIRO)
  - シオン(水樹奈々) - 星のささやく物語 (作曲・編曲：鈴木さえ子・TOMISIRO、管・弦編曲：窪田ミナ)
  - (CD単位でのクレジット - Chorus：鈴木さえ子・掛川陽介、All Other Instruments：鈴木さえ子・TOMISIRO)
- 高田純次 & 松元環季 - メンドク星マーチ (2010年3月3日)
  - イオラナ(本城雄太郎 & 松元環季) - イオラナのうた 
(作詞・作曲・編曲, All Other Instruments：鈴木さえ子・TOMISIRO、Chorus：鈴木さえ子・掛川陽介)
- 鈴木さえ子/TOMISIRO - 「輪廻のラグランジェ」 オリジナルサウンドトラック (2012年3月28日)
  - 京乃まどか(石原夏織) - ジャージ部のうた (作曲：鈴木さえ子/TOMISIRO)
- リョウときりん(佐藤利奈と大亀あすか) - 笑顔になる (2015年2月25日)
  - ごはんの練習 (作曲・編曲, Acoustic Piano)
- 鈴木さえ子・TOMISIRO・窪田ミナ - マクロスΔ オリジナルサウンドトラック1 (2016年6月22日)
  - フレイア(鈴木みのり)・レイナ(東山奈央)・マキナ(西田望見) - クラゲ音頭 (作曲・編曲：鈴木さえ子・TOMISIRO、弦編曲：窪田ミナ)
- ワルキューレ - Walküre Trap! (2016年9月28日)
  - Silent Hacker (作詞・作曲・編曲, All Other Instruments：鈴木さえ子・TOMISIRO)
- ジャック達 - Up On The Table (2019年12月4日)
  - Introduction (作曲)
  - 海底のカフェテリア (作詞：一色進、作曲：鈴木さえ子)
  - Up On The Table (作詞：一色進、作曲：鈴木さえ子)

### CM
特記なき項目はテレビCM。
- タカラブネ ： クリスマスケーキ - 音楽[64]
- 西武百貨店 ： 有楽町西武百貨店オープン (1984年) - 音楽[64] 『Hello, Shoo Shoo』プロトタイプ[33]
- 日清食品 ： チキンラーメン「すぐおいしい、すごくおいしい」 (1984年) - 
作曲・編曲：鈴木さえ子、歌：鈴木さえ子・美尾洋乃[31] - Bに収録
- 日本ヴィックス ： クレアラシル (1984年) - 音楽[64]
- 大関 ： 清酒大関 (1984-1986年) - 音楽：鈴木さえ子・服部克久・前田憲男[65]
- 国際科学技術博覧会 ： 日立2号館テーマ曲 (1985年) - 音楽[64]
- ソニー ： ウォークマン「着替える6色編」 (1985年) - 音楽[64] 『夏休みが待ち遠しい』プロトタイプ[33]
- トンボ鉛筆 ： モノボール「ゴメンネ」 (1985年) - 音楽[66]
- リクルート ： 『とらばーゆ '85春』 (1985年) - 作曲：鈴木慶一・鈴木さえ子 - Eに収録
- シチズン ： エクシード (1986年以前) - 音楽[67]
- フマキラー ： ベープ (1986年以前) - 音楽[67]
- シャープ ： U's オーブントースターレンジ「夫婦」 (1987年) - 音楽[68]
- アイ・レディース化粧品（1987年）：作曲。歌唱は遊佐未森。[69]
- デルモンテ・トマト・ケチャップ（1987年）：作曲。歌唱は遊佐未森。[70]
- 山之内製薬 ： カコナール 松田聖子 - 音楽[71]
- 味の素 ： 味の素「おいしさいりませんか おにぎり茶漬／ハードボイルドキャベツ／おまつりカレー」 (1988年) - 作曲[72]
- ネスレピュリナペットケア ： 『フリスキー'88』 - 作曲：鈴木さえ子、歌：鈴木慶一・鈴木さえ子 - Dに収録
- カゴメ ： 『ヤッサイマーチ』 (1988年) - 作曲・歌 - Fに収録
- セキスイ ： 『セキスイ企業篇"人間の夢"』 (1988年 or 1989年) - 作曲・編曲・歌 - Aに収録
- 資生堂 ： スーパーマイルドシャンプー「8人小泉」(1989年) - 音楽[73]
- 日立製作所 ： 『いちどに洗える〜日立洗濯機の唄』 (1989年以前) - 作曲[74]
- 日立製作所 ： フィットレディ (1990年以前) - 作曲・編曲・出演[64]
- 味の素 ： Hot!1 - 作詞・作曲[59]
- 味の素AGF ： カフェスタカフェオレ (1990年以前) - 音楽[64]
- エーザイ ： ザーネクリーム (1990年以前) - 音楽[64]
- 大塚製薬 ： ポカリスエット (1990年以前) - 音楽[64]
- 花王 ： フロリア (1990年以前) - 音楽[64]
- カネボウ ： アミリー (1990年以前) - 音楽[64]
- 亀田製菓 ： 白い風船 (1990年以前) - 音楽[64]
- CX ： 企業CM (1990年以前) - 音楽[64]
- 資生堂 ： Do&Be (1990年以前) - 音楽[64]
- 資生堂 ： ヘアーコロン (1990年以前) - 音楽[64]
- 小学館 ： マミー (1990年以前) - 音楽[64]
- スバル ： ジャスティ (1990年以前) - 音楽[64]
- ダイハツ ： ダイハツ・シャレード (1990年以前) - 音楽[64]
- パイオニア ： WAVE (1990年以前) - 音楽[64]
- パルコ ： 企業CM (1990年以前) - 音楽[64]
- ビクター ： S-VHS (1990年以前) - 音楽[64]
- マックスファクター ： (1990年以前) - 音楽[64]
- 丸井 ： 丸井スポーツ館 (1990年以前) - 音楽[64]
- 三貴 ： ファニイ (1990年以前) - 音楽[64]
- 桃屋 ： 豆腐料理 (1990年以前) - 音楽[64]
- 公文式 ： (1991年以前) - 音楽[37]
- 資生堂 ： エリクシール アン・ルイス (1991年以前) - 音楽[37]
- ヤクルト化粧品 ： (1991年以前) - 音楽[37]
- 日本電信電話 ： 「100年目の電話生活」 (1991年) 音楽：鈴木さえ子・若月明人[75][76][77]
- 東海旅客鉄道 ： JR東海秋の京都キャンペーン「京都遊学 文学／料理／お茶」 (1991年) - 編曲[78]
- 太宰府天満宮 ： 企業(法人)CM - 音楽[79]
- ワコール ： 「ピアノとからだ」 (1992年) - 音楽・出演 ※ラジオ[80]
- 東京電力 ： 「燃料電池／配電作業用ロボット／温室」 (1993年) - 作曲[81]
- 宝酒造 ： タカラカンチューハイDXすりおろしりんご「がんばるぞ[82]／すったもんだ[83]」 (1994年) - 音楽
- 宝酒造 ： 『タカラCANチューハイ シリーズ』 (1995年以前) - 作曲・編曲：岡田徹・鈴木慶一・鈴木さえ子 - Cに収録
- 日立製作所 ： 遠隔医療システム「理想の医師団」 (1998年) - 作曲[84]
- UCカード ： 企業CM (1998年) - 音楽[59][5]
- 不二家 ： (1998年) - 音楽[85]
- 花王 ： ビオレU「廊下」 (1998年) - 作曲・ナレーション[86][85]
- 花王 ： ビオレU「おばちゃん家」 (1999年) - 作曲・ナレーション[87][88]
- ライオン ： PCクリニカ「診察ドキュメント」サウンドロゴ[59] (2001年) - 作曲 - Gに収録
- NTTドコモ ： 「つながることば」 (2007年) - 作曲[59][89]
- NTTドコモ ： 「見つめるこども」 (2007年) - 作曲[59][89]
- ハウス食品 ： 「求心力」 (2007年) - 作曲[59][89]
- 東京ガス ： エネファーム (2009年) - 作曲[90][91]
- オルビス ： 新クリアシリーズ (2010年) - 作詞・作曲・歌[92]
- レオパレス21 ： 「指さしさんの朝／指さしさんの休日」[93] 『それぞれの夢』[94] (2011年) - 編曲[95]
- ファンケル ： ビューティブーケ「ファンケルの赤いの篇」(2018年) - 作曲：鈴木さえ子、歌：本間哲子[96]
- 塩野義製薬 ： ポポンS - 音楽[97]
- (企業不明) ： エクストラスムース ヘアートリートメント「トリートメントの仕事」 - 作曲[59]

他多数
※以下、鈴木さえ子のCM音楽が収録されたコンピレーション。オリジナル・バージョンが収録されたCDのみ記述。
A ： 1988-1989 LOLLIPOP CM SELECTION (非売品)
B ： 鈴木さえ子 - The Very Best of Saeko Suzuki (1990年12月10日)
C ： JUNK POP NO.2 (1995年9月25日)
D ： MOONRIDERS - CM WORKS 1977-2006 (2006年12月20日)
E ： 鈴木慶一 - CM WORKS ON・アソシエイツ・イヤーズ (2007年12月22日)
F ： 伊藤アキラ - CMソング傑作選 (2009年9月16日)
G ： やまがたすみこ - CM Works 〜うれしいね、すみちゃん〜 (2012年10月24日)

### テレビ番組
- ぐるりニッポン 灯台紀行[98] (NHK BSプレミアム 初回放送：2017年3月23日)[99]
  - OCEAN ROAR (作曲：鈴木さえ子・TOMISIRO)[59]
  - THEME OF LIGHTHOUSE (作曲：鈴木さえ子・TOMISIRO)[59]
  - GUIDING LIGHT (作曲：鈴木さえ子・本澤尚之)[59]

### 映画
サウンドトラック未発売の映画及び劇場アニメ作品
- ウホッホ探険隊 (1986年10月18日公開)
- ご挨拶 第2話 「佳世さん」 (1991年11月23日公開)
- ちびケロ ケロボールの秘密!? (2007年3月17日公開) ※短編[100]
- 武者ケロ お披露目!戦国ラン星大バトル!! (2008年3月1日公開) ※短編[100]
- 超劇場版ケロロ軍曹 撃侵ドラゴンウォリアーズであります! (2009年3月7日公開)[100]
- ケロ0 出発だよ! 全員集合!! (2009年3月7日公開) ※短編[100]
- 超劇場版ケロロ軍曹 誕生!究極ケロロ 奇跡の時空島であります!! (2010年2月27日公開)[100]

### 動画作品
- 尾関裕士/鈴木さえ子/tomisiro/本澤京子/森川佳宣/Day by Day - パラアスリートの日々 -  (2020年7月28日Upload)
  - きょうちょっとおもったこと (作詞：掛川陽介、作曲・演奏：鈴木さえ子 + tomisiro)

## 参加楽曲
- East West '79 (1979年10月) ※ライブ盤 1979年8月25日収録
  - ベアトリーチェ - 役者だね (Drums)
- シネマ - グッバイ ハートブレイク (1980年4月21日)
  - (バンドメンバーとしてのクレジット - Drums, Chorus)
- シネマ - 君のプリズナー (1981年1月21日)
  - (バンドメンバーとしてのクレジット - Drums, Chorus)
- シネマ - MOTION PICTURE (1981年2月1日)
  - (バンドメンバーとしてのクレジット - Drums, Chorus)
- シネマ - 雨のチャイナタウン (1981年6月21日)
  - (バンドメンバーとしてのクレジット - Drums, Chorus)
- 杏里 - 哀しみの孔雀 (1981年9月21日)
  - エスプレッソで眠れない (Drums)
  - ヘッドライト (Drums)
  - シルエット オブ ロマンス (Drums)
  - いつの日か Happy End (Drums)
- 野宮真貴 - ピンクの心 (1981年10月21日)
  - (アルバム全体でのクレジット - Drums：かしぶち哲郎・鈴木さえ子)
- 細野晴臣 - フィルハーモニー (1982年5月1日)
  - (FILMSとしてアルバム全体でのクレジット - Guest Performer)
- 山田邦子 - 山田邦子ファースト (1982年5月1日)
  - アンアン小唄 (Drums)
  - つっぱりハイティーン・ガール -ちょっとそこ行くお兄さん- (Drums)
- 立花ハジメ - H (1982年5月21日)
  - H (Theme From Clubfoot) (Synthesizer)
  - Robin's Eye View Of Conversation (Drums)
  - Alps 2 (Synthesizer)
  - Guitar Genius (Drums)
- ビートたけし - おれに歌わせろ (1982年6月21日)
  - (アルバム全体でのクレジット - Drums：村上秀一・鈴木左衛子・島村英二・滝本秀延)
- ワンダーシティ・オーケストラ - Information (1982年10月25日)
  - AFRICAN MARKET (Drums)
- DEAR HEART (1982年 or 1983年) ※プロモ盤
  - クレジット・サイド"DEAR HEART" - Drums
- 映画「だいじょうぶマイ・フレンド」オリジナル・サウンドトラック (1983年4月21日)
  - (参加曲不明 - Drums)[101][102][注釈 12]
- 立花ハジメ - Hm (1983年4月23日)
  - (アルバム全体でのクレジット - TAMA Drums, Piano)
- 松田聖子 - 天国のキッス (1983年4月27日)
  - 天国のキッス (Piano)
- 友部正人 - ポカラ (1983年6月)
  - シャンソン (Snare Drum)
  - 遠来 (Drums)
- 松田聖子 - ガラスの林檎/SWEET MEMORIES (1983年8月1日)
  - ガラスの林檎 (Drums)[103]
- 泉谷しげる - 39°8' (1983年9月1日)
  - メディア (Drums)
  - クラブ (Drums, Vibraphone, Back up Vocal)
  - ミストレス (Drums, Acoustic Piano)
  - 39°8' (Drums, Percussion)
  - ナイトガウン (Drums)
  - しゃ・か・り・き (Drums)
  - プロセス (Percussion)
  - 大陸帰り (Drums, Electric Piano, Back up Vocal)
  - 離・メンバー (Acoustic Piano)
- 大貫妙子 - シニフィエ (1983年10月21日)
  - アーニャ (Drums, Keyboards)
- 陽気な若き水族館員たち (1983年11月25日)
  - ポータブル・ロック - クリケット (Simmons Drums)
- 徳丸純子 - 青のないパレット (1983年12月5日)
  - ガラスの靴はいらない (Simmons Drums)
- EPO - HI・TOUCH-HI・TECH (1984年2月21日)
  - RADIO DEAR HEART(WDEAR 499) (Simmons Drums)
- 泉谷しげる - REAL TIME (1984年3月1日) ※ライブ盤 1983年11月6日収録
  - (アルバム全体でのクレジット - Drums)
- 矢口博康 - 観光地楽団 (1984年9月)
  - (アルバム全体でのクレジット - Drums, Keyboard, Back Vocal)
- ちあきなおみ - 港が見える丘 (1985年2月1日)
  - (アルバム全体でのクレジット - Keyboards：岡田徹・倉田信雄・鈴木さえ子・鈴木博文、Marimba：鈴木さえ子)
- 高橋鮎生 - MEMORY THEATRE (1985年10月21日)
  - City In The Sky (Drums)
  - 夏の終わりに (Drums)
  - 不思議な夜 (Drums)
  - 讃歌 (Drums)
  - ことばのあいだに (Drums)
- 泉谷しげる - EVIL LIVE (1985年) ※VHS・LD ライブ映像 1985年5月2日収録
  - (作品全体でのクレジット - Drums)
- 矢野顕子 - 峠のわが家 (1986年2月21日)
  - David (Background Vocals：鈴木慶一・鈴木さえ子・武川雅寛・矢野顕子)
- 大貫妙子 - Comin' Soon (1986年3月21日)
  - チェッカーくん (Fairlight CMI)
- おしゃれテレビ (1986年5月21日[104])
  - 恋のテロリストNO.1 (ケイちゃんののってけミサイル) (Drums Arrangement)
  - 踊るクエン酸回路 (Drums Arrangement)
- EPO - PUMP! PUMP! (1986年6月5日)
  - 理想のスタイル、悲しき個性 (Keyboards：大谷幸・鈴木さえ子)
- 日渡早紀 - アクマくん魔法☆SWEET (1986年9月5日)
  - (アルバム全体でのクレジット - Key：上野耕路・門倉聡・鈴木さえ子・福原まり・矢口博康, 
Chorus：鈴木さえ子・遊佐未森)
- ダディ竹千代 - チェースト (1987年8月29日)
  - (アルバム全体でのクレジット - Drums：今井秀行・鈴木さえこ[注釈 13]・そうる透)
- ムーンライダーズ - THE WORST OF MOONRIDERS (1986年9月5日) ※ライブ盤
  - 女と男のいる舗道 (Drums) ※1984年12月18日収録
- 矢口博康 - Gastronomic (1988年2月21日)
  - ゴリラ・オノマトピーア (Human Synth)
  - ルーナー・ルナティック (Bender Queen)
  - スコーチャー (Bender Queen)
  - カフ (Chorus)
  - ストロベリー・ムース (Rain Drops Synth)
  - パパドム (Martian's Synth)
  - ガストロノミック (Gastronomic Piano)
- 井上鑑 - SYSTEM OVERLOAD (1988年5月21日)
  - You Can Imagine (Marimba, Xylophone)
- 井上鑑 - SARDANA〜パブロ・カザルスに捧ぐ (1988年11月21日) ※ライブ盤 1988年9月6日収録
  - (アルバム全体でのクレジット - Marimba, Vibraphone, Hi-Hats)
- ファンシイダンス 雲遊歌舞 (1988年11月21日)
  - Fancy Dance (SDX Drums)
  - Mercury Impulse (SDX Drums)
- Tights - RADIO DELICATESSEN (1989年1月31日)
  - ハロウィン (Vox, Cho)
- ポータブル・ロック - ビギニングス (1990年9月25日) ※1983年録音
  - ピクニック (Drum Kit)
  - グリーンブックス (Drum Kit)
  - ゴーレムポルカ (Drum Kit, Castanets)
  - クリケット (Drum Kit)
- 東京太郎 - TOKYO TARO is living in Tokyo (1996年12月1日)
  - GOOD VIBRATIONS (Drums, Marimba, Piano：国立花子[注釈 14]) ※1986年5月20日録音
  - 吟遊詩人の歌 (Drums, Marimba, Piano：国立花子) ※1986年5月20日録音
- 松尾清憲 - SPIN (2004年1月21日)
  - 火星のように 月のように (Chorus)
  - 亜熱帯の記憶 (Vocal)
- カーネーション - ANGEL (2004年5月13日)
  - 夜の煙突 (Drums：鈴木さえ子・鈴木祥子・矢部浩志)
- 戸田誠司 - There She Goes (2004年6月16日)
  - So I'm In Love (Chorus)
  - Look (Drums)
- TAKESHIS' オリジナル・サウンドトラック (2005年11月2日)
  - NAGI - Multiple Troubles (Drums)
- シネマ - ゴールデン☆ベスト (2006年6月21日) ※Disc2 未発表音源集
  - サンディはポーカー・フェイス (Drums, Chorus)
  - ミッドナイト・サレンダー (Drums, Chorus)
  - ベルベット・パーラー (Drums, Chorus)
  - CHINA TOWN (Drums, Chorus)
  - 恋のバースデイ (コーセー エスプリークCM) (Drums, Chorus)
- シネマ - シネマ・リターンズ (2007年12月5日)
  - オールキャスト (Welcome to our Cinema Club) (Chorus：Louis Philippe・鈴木左衛子、Drums：鈴木左衛子)
  - GALAXY LOVERS (Chorus：堂島孝平・シネマ、Drums：鈴木左衛子)
  - Face in Masquerade (Drums, Timpani)
  - ミセス・センチメンタル (Chorus：松尾清憲・鈴木左衛子、Drums：鈴木左衛子)
  - Theatre Returns (午前5時、あの場所に) 
(Chorus, Keyboards：鈴木左衛子ほか3名、Loud Crowd：シネマほか2名, Drums：鈴木左衛子)
  - JPEGのヴィーナス (Drums)
  - Backpacker Girlfriend (Chorus：シネマ、Ethnic Voice, Drums：鈴木左衛子)
  - 恋はベツバラ (Drums)
  - 虹色のアライヴァル (One fine day, One rainy day) (Chorus：鈴木左衛子ほか3名)
- 鈴木慶一 - CM WORKS ON・アソシエイツ・イヤーズ (2007年12月22日)
  - 西武ハビタ「にわとり」 (歌：鈴木慶一・鈴木さえ子) ※1983年10月21日録音
  - キッコーマン・デリシャスソース「ズズンパ」 (歌：鈴木さえ子・ムーンライダーズ) ※1984年12月13日録音
  - AGF マキシム・レギュラーコーヒー (歌：鈴木さえ子・吉川忠英) ※1990年9月6日録音
- ランゲージ - magure (2013年7月10日)
  - nn (Drums)
- LIGHTNING RETURNS FINAL FANTASY XIII ORIGINAL SOUNDTRACK (2013年11月21日)
  - (アルバム全体でのクレジット - Drums：赤迫翔太・鈴木さえ子)
- LIGHTNING RETURNS FINAL FANTASY XIII ORIGINAL SOUNDTRACK PLUS (2014年3月26日)
  - ライトニングリターンズ - Special Trailer Ver. - (Drums)
  - デッド・デューン 〜熱砂の砂漠〜 - Live Edit Ver. - (Drums)
- シネマ - サイエンス・フィクション・マン (2014年7月23日)
  - 無口な一夜 (Vocal：鈴木さえ子・松尾清憲, Chorus：鈴木さえ子・松尾清憲・松田信男)[注釈 15]
- 田中茉裕 - I'm Here (2014年11月12日)
  - (アルバム全体でのクレジット - Drums：鈴木さえ子)
- ランゲージ - ネクター (2015年8月5日)
  - Silent Trade (Drums)
  - Aria (Drums)
  - Voyage (Drums)
  - Moonlight (Drums)
- 坂本龍一 - Year Book 1980-1984 (2017年3月29日) ※未発表音源集
  - (B-2 Unitsのライブ音源を5曲収録 - Drums)[注釈 16]
- We are さるハゲロック 〜 さるフェス10周年プレミアム特製スペシャルCD (2018年1月20日)[105]
  - さるハゲオールスターズ - We are さるハゲロック (三浦カズーとしてクレジット)
  - 三浦カズー - We are SARUHAGE ROCK Pt.01
- 松尾清憲 - All the World is Made of Stories (2018年9月26日)
  - All the World is Made of Stories (Drums)
  - Midnight Train Called Desire (Drums)
  - I Love You, Girl (Additional Vocal, Chorus)
- ウラワ・ロックンロール・センターの軌跡 (2018年12月19日) ※1977年9月15日収録
  - メドゥーサ - Saturday Night Special (Drums)
  - メドゥーサ - Icecream Cakes (Drums)
  - メドゥーサ - Jody (Drums)
  - メドゥーサ - Rockin' (Allnight Long) (Drums)
  - メドゥーサ - I Saw Her Standing There (Drums)
- ジャック達 - BRING DOWN THE GOVERNMENT (2019年7月10日) ※配信限定
  - BRING DOWN THE GOVERNMENT (Piano, Chorus)[106][107]
- ジャック達 - Up On The Table (2019年12月4日)
  - (アルバム全体でのクレジット - Vocals, Piano, Keyboards, Tambourine & Others)
- レジェンド達のララバイ (2021年9月15日)
  - 近田春夫&ハルヲフォン - 愛のその (Chorus：鈴木さえ子・伊藤絵里子・ハルヲフォン)

## 参加バンド
主要参加バンド
- メドゥーサ (1976年-1977年頃)
- ベアトリーチェ (1978-1979年頃)
- シネマ (1980-1981年, 2006年-)
- B-2 Units (1981-1982年) - 坂本龍一バンド[108]
- FILMS (1982年)
- H (1982-1983年) - 立花ハジメバンド[109]
- 泉谷しげるバンド (1983-1985年)
- ジャック達 (2019年)

その他のバンド
- ヘンタイよいこバンド (1982年) - 忌野清志郎・坂本龍一・鈴木さえ子・仲井戸麗市・永田純・矢野顕子[110][111][注釈 18]
- Failsworth (2003年)[62][63]
- 三浦カズー (2012年-)[112][113]
- Pojama Club (2014年?-)
- landskape (2016年)[114]

## ライブ

### 単独ライブ
- 東亰 青山タワーホール (1983年7月28日)[29]
- 東亰・名古屋・大阪 コンサート・ツアー (1984年7月)[17]
- 早稲田大学・神戸女学院大学・同志社大学 (1984年11月)[64]
- 東亰・クリスマスコンサート (1984年12月)[64]
- 龍谷大学 (1985年5月)[64]
- 東亰・名古屋・大阪 コンサート・ツアー (1985年7月)[115]
- 東京・パルコ劇場 3日間 (1986年1月)[116]
- 東亰・名古屋・大阪・福岡 コンサート・ツアー (1986年7月)[64]
- 東亰・名古屋・大阪・福岡 コンサート・ツアー (1987年6-7月)[117]
- 名古屋・京都・大阪 ライブハウス・ツアー (1987年9-10月)[118]

### ジョイントライブ
- 東京中低域・鈴木さえ子・鈴木博文・TOMISIRO 他 - 下北沢 440 (2019年1月24日)[119]
- 鈴木さえ子・矢口博康・TOMISIRO - 神保町 試聴室 (2019年2月23日)[注釈 19][121]

### イベント
- 佐藤順一監督生活30周年記念「サトジュン音楽祭」- 目黒ブルースアレイジャパン (2017年1月17日)[49]
  - 出演：窪田ミナ・Choro Club feat. Senoo・鈴木さえ子 with TOMISIRO・中島ノブユキ feat. 黒川紗恵子・山野さと子

### ライブサポート
- 忌野清志郎 & 坂本龍一 (1982年) ※スタジオライブのみ[13]
- ビートたけし (1982年) ※スタジオライブのみ[22]
- 大貫妙子 (1983-1990年)[30][37]
- かしぶち哲郎 (1983年、1987年)[122][123]
- ZELDA (1984年)[124]
- ムーンライダーズ (1984年) ※ライブ盤有り
- 矢口博康 (1984年、1988年)※1984年は観光地楽団名義[22][125]
- Prissy Tongue (1986年)[126]
- 井上鑑 (1988年) ※ライブ盤有り
- FAIRCHILD (1989年)[127]
- 高橋幸宏 (1990年)[37]
- 遊佐未森 (1990年)[128]
- プラチナKIT (1991年)[129]
- サンディー[130]
- ルイ・フィリップ[130]
- 松尾清憲 (2003年-)[44]
- スーザン (2005年)[131][132]
- 鈴木祥子 (2007年)[133]
- ポータブル・ロック (2012年)[134]
- OVERROCKET (2012年)[135]
- タイツ (2013年)[136]
- Language (2013年、2015年)[137][138]
- dip in the pool (2015年)[139]
- ISSIKI AT ALL (2017年)[140] - 一色進バンド
- ジャック達 (2018年)[141]

## 出演作品

### 映像作品
- ライブ映像 - 泉谷しげる - EVIL LIVE (1985年 VHS・LD) ※1985年5月2日収録 - Drums
- 劇場映画 - ノーライフキング (1989年12月16日公開) - 音楽・出演

### CM
特記なき項目はテレビCM。
- 日立製作所 ： フィットレディ - 作曲・編曲・出演[142]
- ワコール ： 「ピアノとからだ」 (1992年) - ラジオCM、音楽・出演[142]
- 花王 ： ビオレU「廊下」 (1998年) - 作曲・ナレーション[142]
- 花王 ： ビオレU「おばちゃん家」 (1999年) - 作曲・ナレーション[142]
- セキスイハイム ： 「建て替えタイム」 (2007年) - 歌・出演[47][32]
- ACジャパン ： 「あなたの手当て」 (2010年) - テレビCM／ラジオCM、ナレーション[143][144]

## ラジオ番組
- NHK-FM ワールドポップス「全英ポップス情報」 (1986-1987年)[2][145] - ピーター・バラカンと共演。
- 文化放送 「鈴木さえ子のサウンドキッチン」 (1984年-)[145]
- FM横浜 「HEART ROCK QUEEN」 (1987-1988年)[145]

## コラム連載
- Techii 「鈴木さえ子の写真日記」 (1986-1987年 音楽之友社)
- びーろく放送局 「さえ子ティックシネマ」 (1987年 ベースボール・マガジン社)
- 月刊カドカワ 映画コラム (1990年 角川書店)
- モッズ・ヘア 映画コラム (2000-2002年 WEB)